# Наводзиці
Наводзиці (пол. Nawodzice) — село в Польщі, у гміні Клімонтув Сандомирського повіту Свентокшиського воєводства.
Населення — 655 осіб (2011).
У 1975-1998 роках село належало до Тарнобжезького воєводства.

## Демографія
Демографічна структура на день 31 березня 2011 року:
|          | Загалом | Допрацездатний вік | Працездатний вік | Постпрацездатний вік |
| -------- | ------- | ------------------ | ---------------- | -------------------- |
| Чоловіки | 342     | 77                 | 230              | 35                   |
| Жінки    | 313     | 66                 | 165              | 82                   |
| Разом    | 655     | 143                | 395              | 117                  |